# Нарылков, Сергей Викторович
Серге́й Ви́кторович Нары́лков (род. 7 октября 1987, Черногорск, Хакасия, СССР) — российский футболист, полузащитник. Мастер спорта России.

## Карьера
Воспитанник барнаульской СДЮШОР «Динамо». В детстве также занимался боксом. С 13 лет — в барнаульском Центре олимпийского резерва.
С 2005 года — в составе барнаульского «Динамо» из второго дивизиона. В первенстве ЛФЛ, зона «Сибирь» в составе «Динамо»-2 в том году сыграл 15 матчей, забил два мяча. В 2007 году «Динамо» завоевало путёвку в первый дивизион. Нарылков, ушедший было из команды, не получившей необходимого финансирования, вернулся по просьбе главного тренера Александра Дорофеева. «Динамо» по итогам сезона заняло 20-е место из 22-х и вернулось во второй дивизион. В 2010 году к Нарылкову проявляли интерес «Кубань», где он побывал на просмотре и участник розыгрыша Лиги Европы «Сибирь». Стал с девятью мячами лучшим бомбардиром «Динамо» и был признан барнаульскими болельщиками лучшим игроком года. За семь лет провёл 174 матча, (162 в первенстве и 12 — в Кубке), забил 21 мяч.
В январе 2012 года перешёл в «Металлург-Кузбасс» Новокузнецк и подписал трехлетний контракт. Вышел с командой в ФНЛ, где в сезоне 2012/2013 провёл 14 матчей. Из-за финансовых проблем клуб опустился в ЛФЛ, где Нарылков в 11 матчах забил три мяча. В сезоне 2014/2015 в команде, переименованной в «Металлург» в первенстве ПФЛ в 24 матчах забил четыре мяча. Перед сезоном 2015/2016 перешёл в клуб ФНЛ «Байкал» Иркутск вслед за тренером Константином Дзуцевым. Зимой клуб стал испытывать финансовые затруднения, и Нарылков вслед за Дзуцевым перешёл в клуб ПФЛ «Чита». Перед сезоном 2017/2018 перешёл в «Шинник», с которым дошёл до полуфинала Кубка России 2017/2018.
29 июня 2019 года подписал контракт с новосозданным клубом «Новосибирск», в составе которого дебютировал 28 июля в матче 1/128 финала Кубок России 2019/2020 против барнаульского «Динамо». Был капитаном команды. В июле 2022 года стал игроком омского «Иртыша», за который впервые сыграл 24 июля, выйдя в стартовом составе в поединке первенства. Тоже был капитаном. В конце июня 2023 года вернулся в «Новосибирск», игроком которого затем был вплоть до завершения профессиональной карьеры в июле 2025 года.

## Достижения
- Победитель зоны «Восток» Второго дивизиона (3): 2007, 2011/12, 2016/17
- Серебряный призёр Второго дивизиона (2): 2009 (зона «Восток»), 2022/23 (4-я группа)
- Бронзовый призёр зоны «Восток» Второго дивизиона (4): 2005, 2014/15, 2015/16, 2019/20